# Арсоли
Арсоли (итал. Arsoli) је насеље у Италији у округу Рим, региону Лацио.
Према процени из 2011. у насељу је живело 1497 становника. Насеље се налази на надморској висини од 481 м.

## Становништво
Према резултатима пописа становништва 2011. у општини је живело 1.647 становника.
| 1931. | 1936. | 1951. | 1961. | 1971. | 1981. | 1991. | 2001. | 2011. |
| ----- | ----- | ----- | ----- | ----- | ----- | ----- | ----- | ----- |
| 1.978 | 1.786 | 1.805 | 1.731 | 1.597 | 1.572 | 1.582 | 1.537 | 1.647 |

## Партнерски градови
- Мостар